# Lee Se-young
Dans ce nom coréen, le nom de famille, Lee, précède le nom personnel.
Pour les articles homonymes, voir Lee.
Lee Se-young (coréen : 이세영) née le 20 décembre 1992, est une actrice sud-coréenne.
Elle fait ses débuts comme enfant actrice en 1997 et était surtout connue pour ses rôles dans Dae Jang Geum, Ahobsal insaeng, The Crowned Clown, et A Korean Odyssey.

## Filmographie
- 2017 : Suseongmos de Yoo Ji-young : Oh Hee-jeong